# سوزان دودلي
سوزان دودلي (بالإنجليزية: Susan Dudley) هي أكاديمية أمريكية، ولدت في 27 مايو 1955.